# Нюксениця
Ню́ксениця (рос. Нюксеница) — село, центр Нюксенського району Вологодської області, Росія. Адміністративний центр Нюксенського сільського поселення.

## Географія
Село розташоване на лівому березі річки Сухони, у місці впадіння до неї Нюксениці. Відстань до обласного центру становить 315 км.
Нюксениця — одне з найхолодніших місць Вологодської області, мінімум температури в селі становить -51,3 °C, що нижче, аніж у Великому Устюзі (-49 °C), Вологді (-47,1 °C), Витегрі (-49,4 °C), Шексні (-45,5 °C) і Череповці (-45,4 °C).

## Назва
Село отримало назву від річки Нюксениця, притоки Сухони, що ділить село на дві частини — західну та східну.

## Історія
Вперше село згадується 1619 року.

## Населення
Населення — 4271 особа (2010; 4407 у 2002).
Національний склад (станом на 2002 рік):
- росіяни — 97 %